# Geert Buelens
Geert Buelens (Duffel, 5 februari 1971) is een Vlaams dichter, essayist, columnist en hoogleraar Moderne Nederlandse Letterkunde aan de Universiteit Utrecht.

## Biografie
Buelens studeerde Germaanse taal- en letterkunde aan de UFSAL (latere KUB) in Brussel en de Universiteit Antwerpen. Hij was gedurende enkele jaren docent aan de Universiteit Antwerpen. In mei 2005 maakte hij een overstap naar de Universiteit van Utrecht waar hij werd aangesteld als hoogleraar Nederlandse letterkunde. Hij onderzoekt onder meer de relatie tussen de Vlaamse literatuur en de Vlaamse Beweging, waarbij zijn aandacht vooral gaat naar de activistische generatie die groeide uit de Eerste Wereldoorlog (cf. onder meer de door hem samengestelde bundel De Trust der Vaderlandsliefde. Over literatuur en Vlaamse Beweging 1890-1940). Sinds hij vooral in het buitenland verblijft, kijkt hij, met een halve buitenstaandersblik, afwisselend geboeid, geamuseerd en "gebelgd" naar de discussies en wederwaardigheden in België.
Buelens schreef voor De Morgen en was jarenlang redacteur van het literaire tijdschrift Yang, waarin hij gedichten en essays publiceerde. Dit was ook het geval voor onder meer Bzzlletin en Het liegend konijn.

### Schrijverschap
Buelens debuteerde in 2002 met de bundel Het is. Dit debuut werd bekroond met de Lucy B. en C.W. van der Hoogtprijs 2003 en werd genomineerd voor de C. Buddingh'-prijs 2002. Drie jaar later verscheen de opvolger: Verzeker u. In december 2003 ontving Buelens van toenmalig Vlaams minister van cultuur Paul Van Grembergen de Vlaamse Cultuurprijs voor Essay 2000-2002 voor Van Ostaijen tot heden: zijn invloed op de Vlaamse poëzie, een omvangrijke geschiedenis van de Vlaamse poëzie. Voor een apart verschenen essay over dichtende politici kreeg hij de 'kleine' Jan Hanlo Essayprijs in 2003.
Buelens werkte samen met Jan Goossens en David Van Reybrouck mee aan Waar België voor staat (2007), een intellectueel maar toegankelijk pleidooi voor België.
Sinds 2012 is hij lid van de Koninklijke Academie voor Nederlandse Taal- en Letterkunde (KANTL) en sinds 2013 van de Academia Europaea.

## Onderscheidingen
- 2003 - Lucy B. en C.W. van der Hoogtprijs (voor Het is)
- 2003 - Vlaamse Cultuurprijs voor Essay 2000-2002 (voor Van Ostaijen tot heden: zijn invloed op de Vlaamse poëzie)
- 2003 - Prijs van de Provincie Antwerpen voor Essay (voor Van Ostaijen tot heden: zijn invloed op de Vlaamse poëzie)
- 2003 - Jan Hanlo Essayprijs Klein
- 2005 - Peter Paul Rubens Chair aan de Universiteit van Californië - Berkeley
- 2009 - ABN AMRO Bank Prijs voor beste non-fictieboek (voor Europa Europa! Over de dichters van de Grote Oorlog)
- 2010 - Arkprijs van het Vrije Woord (voor Europa Europa! Over de dichters van de Grote Oorlog)
- 2023 - De Boon (literatuurprijs) voor fictie en non-fictie (voor Wat we toen al wisten. De vergeten groene geschiedenis van 1972)

## Werken
- Van Ostaijen tot heden: zijn invloed op de Vlaamse poëzie (2001 - Vantilt, literair-historische studie)
- Het is (2002 - Meulenhoff, dichtbundel)
- De 100 beste gedichten van 2001 (De Arbeiderspers, bloemlezing)
- Verzeker u (2005 - Meulenhoff|Manteau, dichtbundel)
- Waar België voor staat (2007 - Meulenhoff|Manteau, met Jan Goossens en David Van Reybrouck)
- Europa Europa! Over de dichters van de Grote Oorlog (2008 - Ambo, cultuurhistorische essays)
- Het lijf in slijk geplant: gedichten uit de Eerste Wereldoorlog (2008 - Ambo, bloemlezing)
- Oneigenlijk gebruik. Over de betekenis van poëzie (2008 - Vantilt, gebundelde essays)
- Dan Dada doe uw werk. Avant-gardistische poëzie uit de Lage Landen (2009 - Vantilt, met Hubert van den Berg, bloemlezing)
- Thuis (2014 - Ambo/Ambo/Anthos, dichtbundel)
- De jaren zestig. Een cultuurgeschiedenis (2018 – Ambo, cultuurgeschiedenis)
- Ofwa (2020 - Querido, dichtbundel)
- Wat we toen al wisten. De vergeten groene geschiedenis van 1972 (2022 - Querido, cultuurgeschiedenis en klimaatboek)